# Grožnjan
Grožnjan (italienisch Grisignana, deutsch veraltet: Krisingan) ist ein Dorf und eine Gemeinde in Kroatien. Sie befindet sich in der Gespanschaft Istrien. Die Zahl der Einwohner der Gemeinde lag 2021 bei etwa 656, wobei 142 in Grožnjan selbst wohnten.

## Sprachen
Bei der Volkszählung 2011 bezeichneten sich 39,40 % der Einwohner der Gemeinde als ethnische Italiener, 29,62 % Kroaten sowie 18,21 % Istrianer. Als Muttersprache gaben 56,52 % Italienisch, 37,36 % Kroatisch und 2,72 % Slowenisch an. Grožnjan/Grisignana ist somit die einzige Gemeinde Kroatiens mit einer italienischsprachigen Mehrheit.

## Geschichte

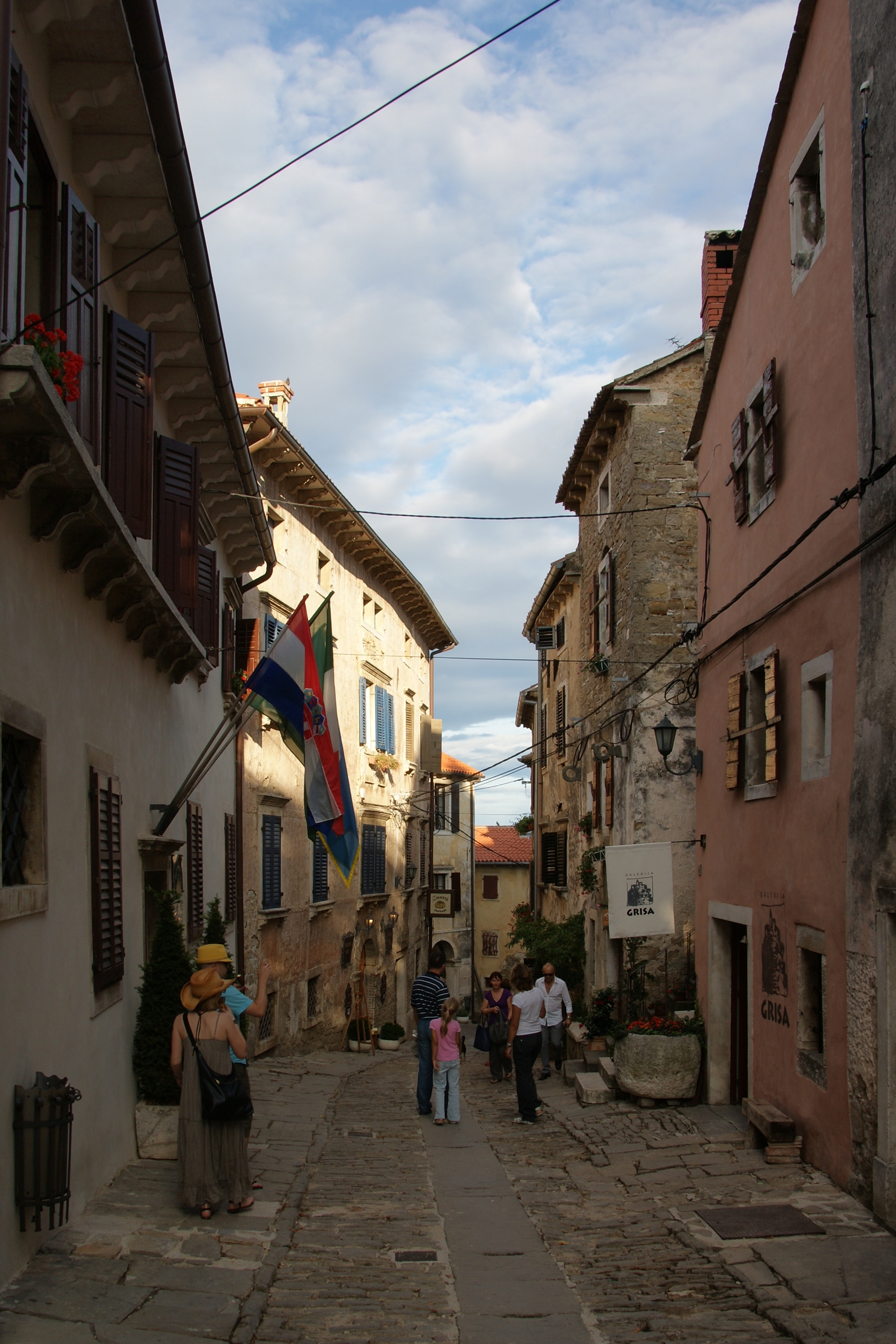
Gasse in der Altstadt

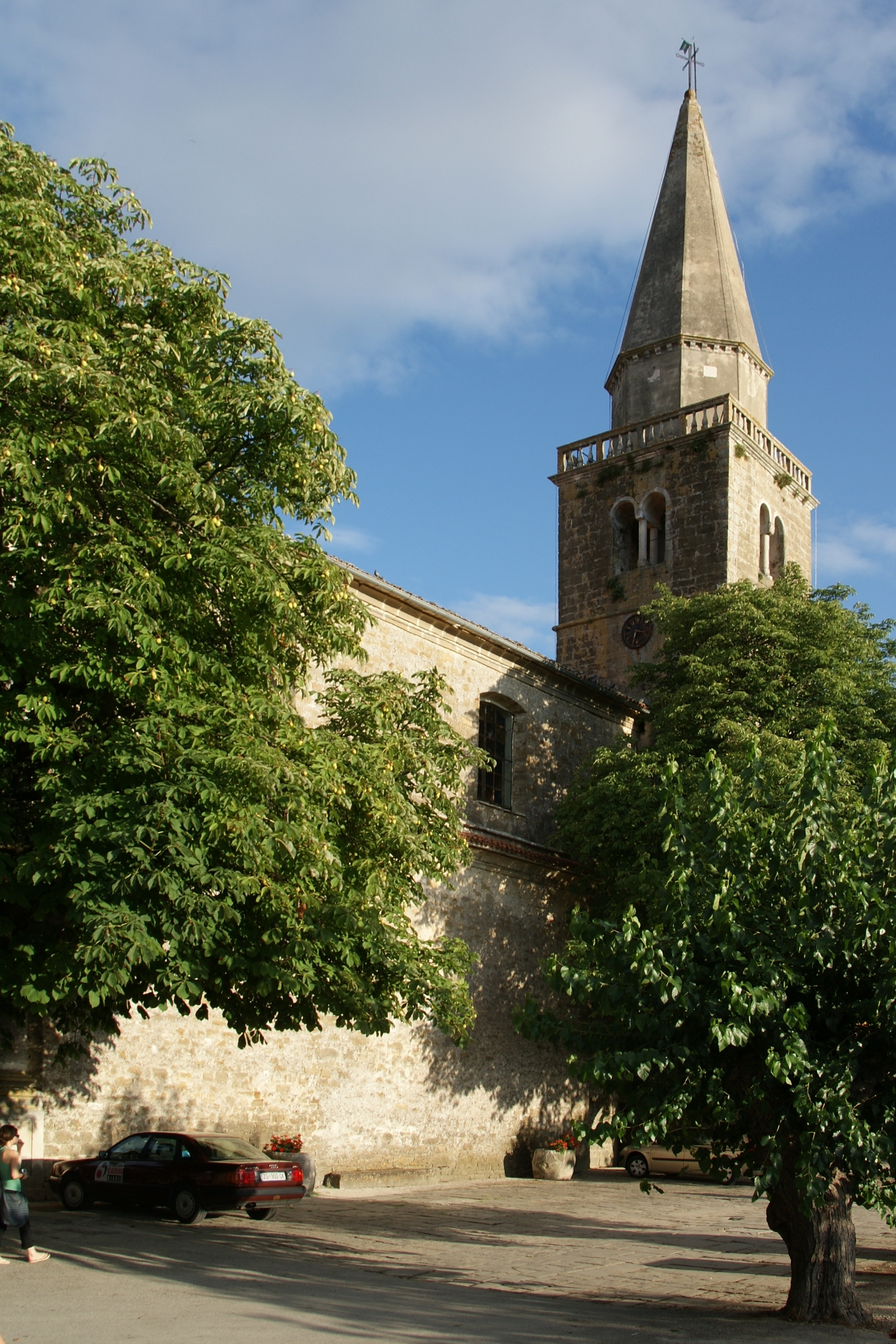
Kath. Pfarrkirche

Erstmals urkundlich erwähnt wird Grožnjan im Jahr 1102 als Besitztum der Patriarchen von Aquileia. Ab dem Jahr 1358 wurde Grožnjan von der Venezianischen Republik zu einem bedeutenden Militärstützpunkt ausgebaut. Über den Hafen Baštija hatte Grožnjan damals noch einen direkten Zugang zum Meer. Während des Uskokenkriegs wurde Grožnjan stark beschädigt und fiel nach dem Niedergang der venezianischen Löwenrepublik im Jahr 1779 immer mehr in die Bedeutungslosigkeit. Nach dem Zweiten Weltkrieg nach 1945 kam Istrien zu den jugoslawischen Teilrepubliken Kroatien bzw. Slowenien. Da der politische Status des Freien Territoriums Triest bis 1954 ungeklärt war, lag Grožnjan von 1947 bis 1954 in der sogenannten Zone B dieses Territoriums.
Wegen des dadurch bedingten Exodus der italienischsprachigen Bewohner war Grožnjan bis Mitte des 20. Jahrhunderts fast menschenleer. Der Ort verlor sogar den Status als eigenständige Gemeinde und wurde von 1956 bis 1993 von Buje aus verwaltet.
Eine größere überregionale Bekanntheit erreichte die Siedlung wegen des in ihrem weiteren Umfeld abgebauten und von Steinmetzen sehr geschätzten Grisignana-Marmor (Kalkstein). Dieser hellbeige Kalkstein aus der Kreidezeit gelangte als sehr beständiges Architekturmaterial u. a. nach Triest, Wien, Budapest und in oberitalienische Städte. Der Höhepunkt für seine Verwendung lag im ausgehenden 19. Jahrhundert. Dieses Gestein prägt auch die Altstadt von Grožnjan.
Den eigentlichen Aufschwung und heutigen Status als Künstlerdorf verdankt Grožnjan dem Künstler und Bildhauer Aleksandar Rukavina, der 1965 erwirkte, dass die verlassenen und dem Zerfall geweihten Gebäude unentgeltlich von rund 30 Künstlern bewohnt werden durften. Als Gegenleistung setzten sie sich für Erhalt und Renovierung der Gebäude ein. Ein Großteil der heutigen Bevölkerung sind auch heute noch Künstler.

## Wirtschaft
Heute ist Grožnjan Treffpunkt für Musiker aus aller Welt. Im Sommer finden hier klassische Konzerte junger Musiker statt. Der Sparte Jazz gewidmet ist das in der zweiten Julihälfte stattfindende Festival Jazz is Back!. Auf die Bildende Kunst ausgerichtet ist das Ende September stattfindende Künstlertreffen Ex Tempore.

## Dörfer in der Gemeinde Grožnjan
- Antonci/Antonzi
- Bijele Zemlje/Terre Bianche
- Grožnjan/Grisignana
- Kostanjica/Castagna
- Kuberton/Cuberton
- Makovici/Macovzi
- Martinčići/Martincici
- Šterna/Sterna
- Vrnjak/Vergnacco
- Završje/Piemonte

## Sehenswürdigkeiten

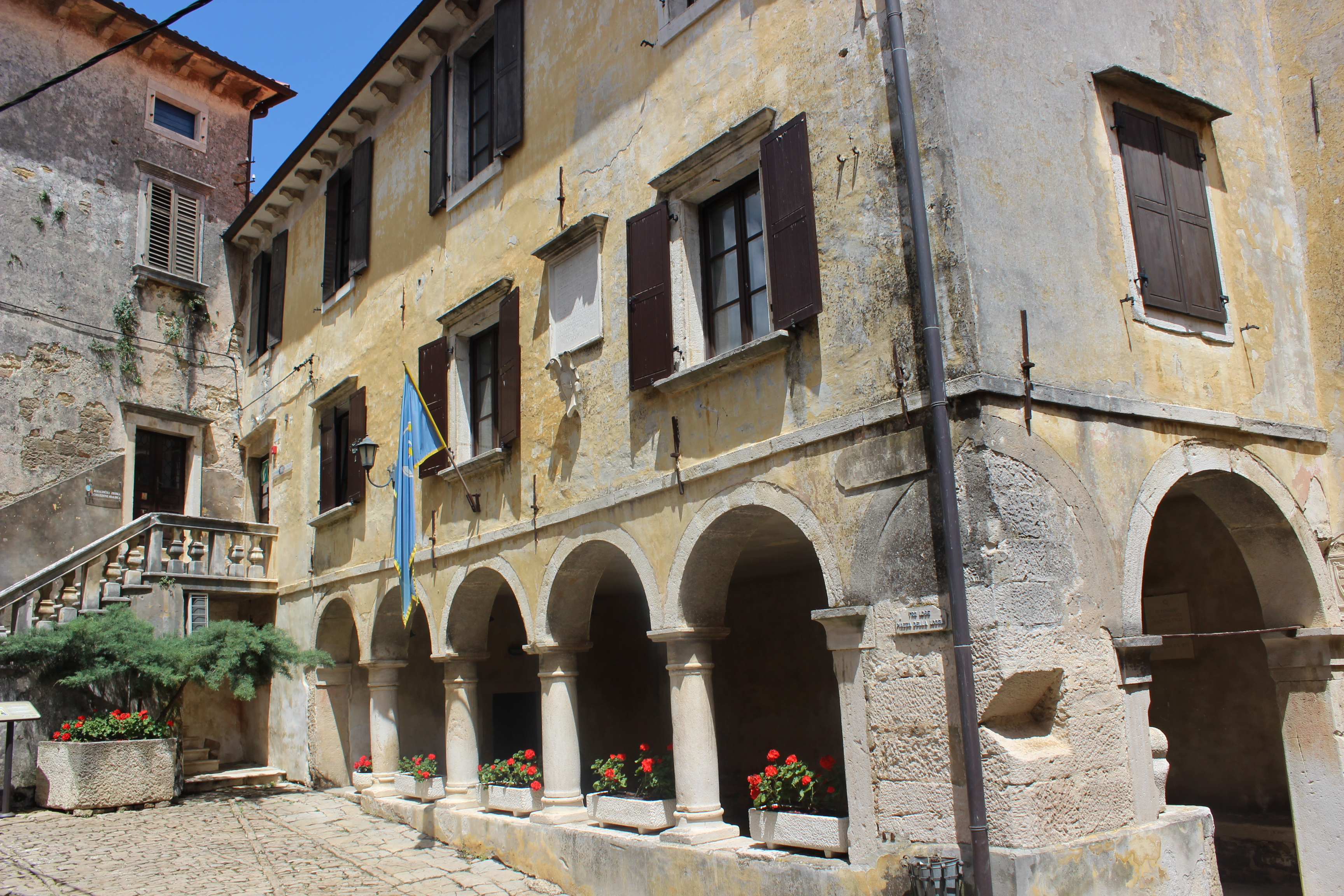
Loggia, heutige Galerie fonticus

Die katholische Pfarrkirche, ist dem Heiligen Vitus, dessen Begleiter Modestus und dessen Ehefrau Cresentia (Župna crkva Sveti Vida, Modesta i Krešencije) geweiht. Die barocke Kirche wurde im Jahr 1770 auf den Resten einer älteren Kirche aus dem 14. Jahrhundert errichtet. Der aus Sandstein errichtete 36 Meter hohe Glockenturm stammt aus dem Jahr 1721. Im Inneren der Kirche befinden sich fünf aus Marmor gefertigte Altäre und aufwendig geschnitzte Chorbänke.
Das Kastell links gegenüber der Kirche wurde erstmals 1102 erwähnt und beherbergte die Feudalherren und später die venezianischen Stadtverwalter. Heute wird das Gebäude als Konzertraum verwendet.
Im alten Kornhaus, der Stadtloggia, erbaut 1597, befindet sich heute die Galerie Fonticus mit Werken von nationalen und internationalen Künstlern. Das Stadttor, gleich angrenzend an die Loggia, stammt aus dem 15. Jahrhundert. An der Außenseite des Tores ist das in Stein gemeißelte Familienwappen venezianischer Stadtverwalter aus dem 15. und 16. Jahrhundert angebracht.
Gleich außerhalb des Stadttors steht eine weitere, den heiligen Zwillingsbrüdern Cosmas und Damian geweihte Kirche aus dem Jahr 1554 (auf einem Stein über dem Eingang vermerkt). Das Kircheninnere wurde in den Jahren 1988/89 vom Maler Ivan Lovrenčić mit Fresken ausgestattet.